# Ingegneria genetica in medicina
Le recenti scoperte nel campo della genetica molecolare e le loro applicazioni nella biologia e nella medicina sono state rese possibili dalla tecnologia del DNA ricombinante; in queste ricerche segmenti di molecole di acido nucleico vengono modificati, ricombinati e inseriti in altre cellule dove avviene l'espressione dei geni riportati.
Molti esperimenti utilizzano meccanismi naturali, quali i plasmidi, i virus e i trasposoni, mediante i quali i geni possono spostarsi da un sito all'altro. Nel caso specifico dei plasmidi i geni si spostano da una cellula all'altra mediante la coniugazione: il plasmide presente in una cellula si duplica e si trasferisce alla cellula in cui esso è assente tramite un ponte citoplasmatico. Nel caso dei virus, pezzi di DNA di una cellula batterica vengono trasportati ad un'altra con il processo di trasduzione. 
Questo fenomeno si verifica quando il virus, che ha incorporato una porzione del cromosoma della cellula ospite, viene liberato ed infetta una seconda cellula introducendovi il frammento di cromosoma batterico della prima, che entra poi a far parte del corredo genetico del nuovo ospite. Il trasposone invece è un elemento genico capace di "saltare" all'interno del genoma dell'organismo ospite. Durante il suo movimento esso si duplica: una delle due copie rimane nel punto del genoma dove si trovava originariamente e l'altra si integra, più o meno a caso, in un altro punto del genoma.
Queste tecniche permettono di conferire caratteristiche nuove alle cellule riceventi. Le cellule così prodotte sono chiamate ricombinanti. L'ingegneria genetica permette anche di alterare la sequenza del gene originale e di produrne uno più adatto a rispondere ad esigenze specifiche, come avviene ad esempio per quanto riguarda gli OGM.

## Definizione
Le tecniche dell'ingegneria genetica coinvolgono spesso l'isolamento, la manipolazione e la reintroduzione del DNA all'interno di cellule eterologhe o, più nello specifico, in organismi modello. Il fine può essere, ad esempio, quello di esprimere una proteina all'interno di un organismo diverso da quello di origine (la proteina è detta per questo eterologa), sfruttando i ribosomi e la sintesi proteica dell'organismo ospite. Le applicazioni più fini dell'ingegneria genetica permettono non solo di selezionare un gene al fine di produrne la proteina eterologa, ma di modificare l'informazione genetica stessa, al fine di ottenere una proteina finale parzialmente modificata.
Il primo passo di tali tecniche di manipolazione dei geni è stato certamente la scoperta degli enzimi di restrizione, per la quale Werner Arber, Daniel Nathans ed Hamilton Smith ricevettero il Premio Nobel per la Medicina nel 1978. Tali enzimi sono in grado di tagliare le molecole di DNA in siti appositi, le sequenze di riconoscimento. Esistono diversi tipi di enzimi di restrizione; alcuni tagliano di netto la molecola di acido nucleico, altri tagliano i due filamenti con lo scarto di alcuni nucleotidi: di conseguenza rimane una breve sequenza di nucleotidi spaiati su ciascuna estremità del taglio. Queste estremità sono dette coesive, in quanto possono riformare spontaneamente dei legami idrogeno tra di loro riattaccandosi grazie ad un enzima chiamato DNA-ligasi. Gli specifici segmenti che risultano dall'azione di un determinato enzima di restrizione sono chiamati frammenti di restrizione. Per produrre molte copie di segmenti di DNA si utilizzano due tecniche: la clonazione del DNA, in cui i segmenti da copiare sono introdotti nei batteri tramite plasmidi e batteriofagi, e la reazione a catena della polimerasi (PCR), molto più rapida ma che richiede una maggiore conoscenza della sequenza da copiare.

## Applicazioni
Se da un punto di vista di ricerca pura queste tecniche sono molto importanti per comprendere a fondo la funzione di una determinata proteina, dal punto di vista della ricerca applicata il fine ultimo è quello di conferire a determinati organismi caratteristiche importanti per svolgere determinati scopi. Tali scopi possono essere applicati ai campi più svariati, come quello agricolo (ad esempio la produzione di linee di cereali resistenti agli erbicidi) o quello biomedico (la produzione di insulina attraverso batteri).

### Nella ricerca medica
Differentemente dalle piante e animali utilizzati a scopi economici, non è possibile modificare i geni umani senza confrontarsi con questioni morali ed etiche. A causa di questi ed altri problemi tecnici, per ora è solo possibile operare su cellule somatiche. L'utilità dell'ingegneria genetica in medicina è quella di curare malattie genetiche basandosi sulla conoscenza dell'identità e la localizzazione del gene malato.
Un importante traguardo è stato raggiunto dal Progetto Genoma Umano, che ci ha permesso di conoscere l'intera sequenza delle basi azotate presenti nel DNA di una cellula umana, terminato nel 2000. Conoscere l'intera sequenza del DNA umano ha permesso di accedere più facilmente alla determinazione della struttura molecolare dei singoli geni. 
In questo progetto sono state utilizzate due tecniche di mappatura dei geni: la mappatura genica e la mappatura fisica. La mappatura genica identifica solo l'ordine relativo dei geni lungo ciascun cromosoma; la mappatura fisica localizza la posizione esatta dei geni sui cromosomi e ne determina le distanze reciproche. Entrambi questi metodi fanno uso di marcatori genetici, ossia di particolari caratteri fisici biochimici che variano tra gli individui. Il metodo di mappatura genica fu sviluppato agli inizi del XX secolo dal biologo e genetista statunitense Thomas Hunt Morgan. Osservando la frequenza con cui alcuni caratteri venivano trasmessi associati in numerose generazioni di moscerino della frutta, Morgan giunse alla conclusione che i tratti più frequentemente ereditati in modo associato, cioè contemporaneamente, dovessero corrispondere a geni localizzati l'uno accanto all'altro sullo stesso cromosoma. Questi studi portarono Morgan a tracciare una mappa genetica del moscerino della frutta.

## Diagnosi
Una possibile applicazione del Dna ricombinante in medicina è la diagnosi delle malattie genetiche umane. Attraverso nuovi test molto attendibili, abbinati all'amniocentesi, è possibile avere una diagnosi prenatale di un certo numero di malattie ereditarie. Tutti questi test utilizzano gli enzimi di restrizione, le sonde di acidi nucleici o entrambi questi strumenti. Di alcune malattie genetiche umane conosciamo l'origine già da molti anni; nel caso dell'anemia falciforme, per esempio, la mutazione responsabile delle molecole anomale di una proteina, l'emoglobina, è nota fino all'ultimo nucleotide, mentre per altre l'identità dei geni coinvolti, così come la natura e le conseguenze delle mutazioni che portano alla malattia, è ancora poco nota.

### Anemia falciforme
Cercando di trovare un test per la diagnosi dell'anemia falciforme si prepararono delle copie radioattive  di segmenti delle sequenze nucleotidiche che codificano per  la catena beta dell'emoglobina. Grazie all'enzima di restrizione HpaI si estrasse parte di DNA sia da persone affette dalla malattia sia da quelle sane. I frammenti prodotti vennero esposti a delle sonde radioattive e si notò che nelle persone con emoglobina normale le sonde si ibridavano sempre con frammenti di lunghezza di circa 7000-7600 nucleotidi, mentre in quelle malate i frammenti avevano lunghezza molto maggiore. Da ciò si dedusse che una sequenza di riconoscimento per l'enzima HpaI era assente nella gran parte degli individui portatori dell'allele per l'anemia falciforme mentre negli altri era presente. Queste sequenze di riconoscimento sono marcatori genetici e sono anche noti con il nome di RFLP ovvero polimorfismi della lunghezza dei frammenti di restrizione. Nel caso della malattia esaminata, la mutazione che causa la produzione di emoglobina anomala è spesso associata ad una mutazione, che avviene circa 5000 nucleotidi più avanti, che elimina un sito di rottura per l'HpaI.

## Terapie geniche
Il Progetto Genoma Umano ci ha rivelato che i geni presenti nei cromosomi umani sono poco più di 30000, un numero molto inferiore a quello ipotizzato (circa 100000); tuttavia, conoscere l'intera sequenza delle basi azotate non ci permette di conoscere la struttura molecolare dei vari geni, la loro posizione sui vari cromosomi e neppure  quale particolare anomalia possa essere la causa di una determinata malattia genetica. Se però si conosce l'esatta posizione di un gene e si sa per certo che esso è responsabile di una certa patologia, si può tentare di immettere nella persona malata un gene sano che riesca a svolgere le attività che quello malato non è in grado di eseguire. 
Questa tuttavia non è l'unica soluzione: nella lotta contro i tumori si può anche provare a sostituire direttamente il gene oppure fare in modo che quello malato non possa esprimersi. I risultati finora ottenuti sono stati però deludenti, in quanto  il sistema immunitario umano può distruggere i vettori (virus o plasmidi) che trasportano il gene sano; inoltre, essi devono riconoscere le cellule bersaglio e devono anche essere attivati. Le principali tecniche adottate sono due: la terapia ex vivo, in cui un gruppo di cellule malate viene estratto dal paziente e curato in vitro prima di essere reintrodotto, e la terapia in vivo, dove le cellule malate vengono corrette usando i vettori suddetti somministrandoli tramite iniezioni e aerosol. Questa ultima è più rischiosa, poiché non si può controllare dove il gene vada ad inserirsi.
Guarire singole cellule non comporta l'effettiva guarigione, in quanto le cellule da curare sarebbero milioni o miliardi e l'effetto benefico finirebbe con la morte delle cellule. Il responso di questi tentativi iniziali non deve però scoraggiarci: il percorso dell'ingegneria genetica è stato intrapreso solo pochi decenni fa. Occorrerà solamente attendere pochi anni per vedere i benefici risultati che avranno le ricerche sullo studio delle malattie ereditarie e genetiche sul corpo umano.